# Hoplitis curtula
Hoplitis curtula là một loài Hymenoptera trong họ Megachilidae. Loài này được Pérez mô tả khoa học năm 1895.